# Tetrastigma sessilifolium
Tetrastigma sessilifolium är en vinväxt som beskrevs 1925 av Carl Karl Adolf Georg Lauterbach. Arten ingår i släktet Tetrastigma och familjen vinväxter. Den är endemisk för Nya Guinea och inga underarter finns listade i Catalogue of Life.